# Darüşşafaka S.K.
Darüşşafaka Spor Kulübü – turecki klub koszykarski, z siedzibą w Stambule grający w Türkiye Basketbol Ligi.  Jego areną na rozgrywki ligi tureckiej jest Darüşşafaka Ayhan Şahenk natomiast na mecze Euroligi Volkswagen Arena.
Jako klub wielosekcyjny został założony w 1914, a sekcja koszykarska powstała w 1951.

## Historia
Od 1993 do 2010 roku, Darüşşafaka była ponadprzeciętną ale nie czołową drużyną ligi tureckiej. W sezonie 2009/10 klub spadł z tureckiej ekstraklasy.
W 2013 Doğuş Holding został sponsorem głównym klubu co sprawiło, że Darussafaka stała się majętną i perspektywiczną drużyną. W sezonie 2013/14 wygrali drugą ligę turecką i wrócili do Türkiye Basketbol Ligi.
W sezonie 2014/15 zajęli 3. miejsce w rundzie zasadniczej dzięki nowym zawodnikom nabytym za uzyskane pieniądze. Pomimo wielkich oczekiwań przegrali w ćwierćfinale z Trabzonsporem.
Zyskali dziką kartę na sezon 2015/16 Euroligi. Od listopada 2015 drużyna rozgrywa swoje mecze Euroligi na Volkswagen Arena.

## Sukcesy
- Turecka Ekstraklasa
  - Zwycięzcy (2): 1961, 1962
  - Wicemistrzowie (1): 1960
- Puchar Turcji
  - Finaliści (2): 2002, 2016